# Maurice Chéhab
Maurice Chéhab est un archéologue, historien et haut fonctionnaire libanais, né à Homs en 1904 et mort en 1994.

## Formation
Élève du collège jésuite de Beyrouth, il obtint le baccalauréat français en 1924. Il poursuivit ses études à Paris à La Sorbonne, à l'École pratique des hautes études, à l'Institut Catholique et enfin au Louvre. 

## Travaux

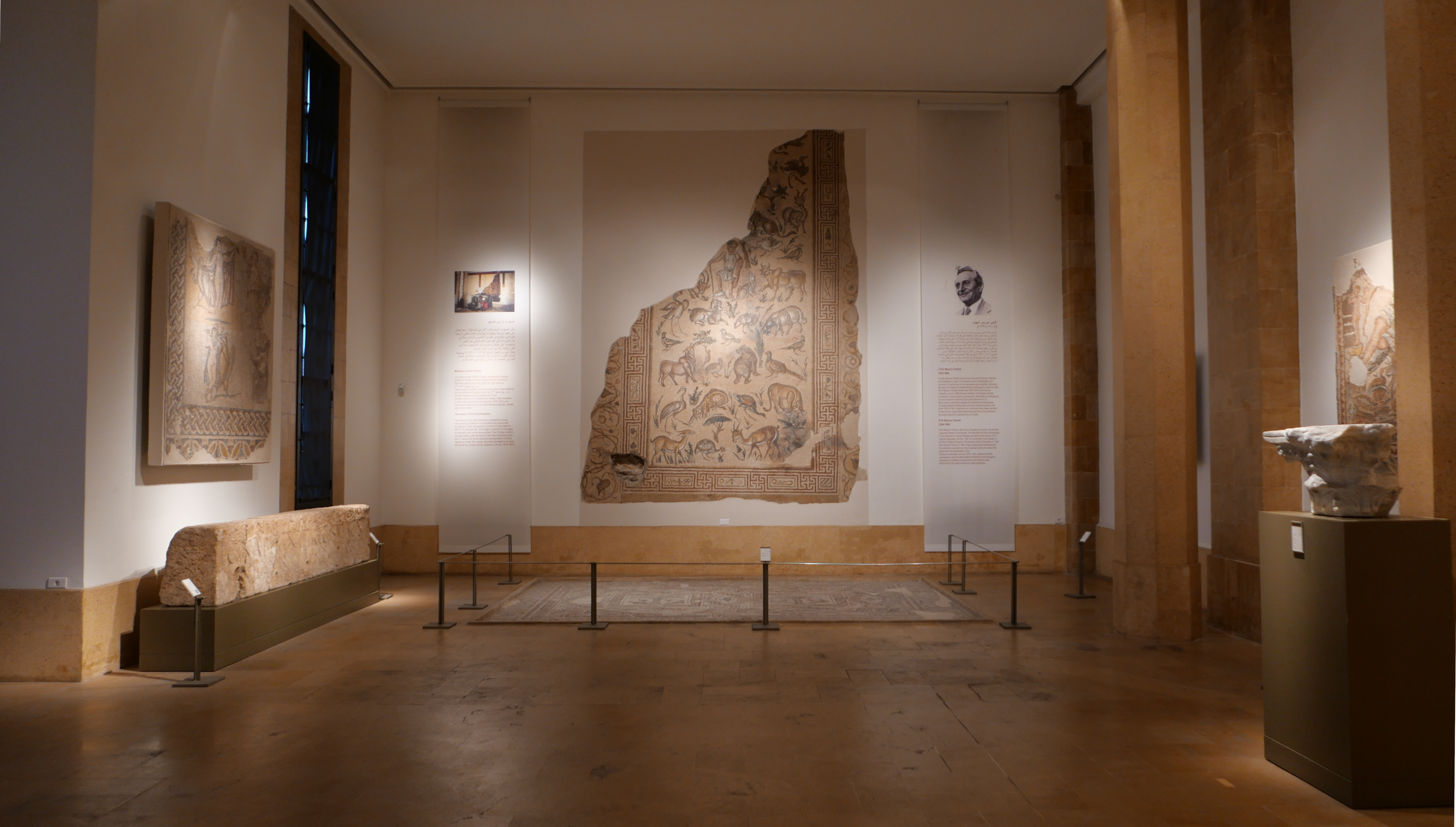
La salle Maurice Chéhab du Musée national

On lui doit la mise en place d’un service central installé au Musée national de Beyrouth et la nomination d’inspecteurs affectés à des circonscriptions régionales.
Il a pris en main la direction des fouilles du site archéologique de Tyr auquel il a consacré de nombreuses publications confiant le site de Sidon à Maurice Dunant et celui de Tell Aqra à l'Institut français. 
On lui doit également la découverte et la restauration de la ville omeyyade de Anjar et la remise en état du Palais des émirs du Liban à Beit'edin.
Il est également connu pour la sauvegarde des collections du Musée national de Beyrouth qu'il fait abriter au début de la guerre de 1975-1990.